# Chroniqueur (média)
Ne doit pas être confondu avec Chroniqueur (littéraire).
Pour les articles homonymes, voir Chroniqueur.
Un chroniqueur est un collaborateur spécialement chargé, au sein d'un journal, d'une émission de radio, de télévision ou sur un site Internet, d'aborder divers sujets de façon régulière.
Ces chroniques visent principalement à parler de l'actualité dans un domaine ou via un prisme précis (politique, consommation, vie quotidienne, sport, musique, humour, sciences), faire état d'une opinion ou d'un avis (billet d'humeur ou commentaire sur l'actualité), montrer un sujet ou un objet insolite.

## Presse écrite
Dans la presse écrite, le chroniqueur (en anglais, columnist) est souvent vu comme un collaborateur externe et indépendant de l’entreprise. Il ne travaille pas dans la maison de la presse mais chez lui, et partage donc ses écrits par la suite. Cependant, il peut aussi être un journaliste de rédaction, c’est–à-dire une personne dont la fonction est de travailler la lisibilité des textes qui vont être publiés et qui alimentent une chronique.
À la différence d’un journaliste, la chroniqueuse est subjectif et utilise un ton particulier afin d’attiser la curiosité et l’intérêt du public.
À la différence de l'éditorialiste, la chroniqueuse peut s'exprimer à la première personne du singulier et prendre des positions personnelles qui ne représentent pas celles du média pour lequel il travaille. De plus, le rôle de l'éditorialiste est surtout de réagir à l'actualité en prenant position sur des sujets politiques ou de société, alors que le chroniqueur peut écrire sur une foule de sujets, du plus trivial au plus sérieux, d'actualité ou non.

## Audiovisuel
L'activité de chroniqueur, à l'origine de presse écrite, peut s'exercer également à la radio ou à la télévision,.  
Sorte d'« invité permanent » d'une émission, le chroniqueur présente une rubrique quotidienne ou hebdomadaire de manière sérieuse ou décalée. En retrait par rapport à l’animateur vedette de l'émission, il est cependant un élément-clé du programme. Il peut arriver d’ailleurs qu’il prenne une place dans l'émission aussi importante que celle de l’animateur en titre,. Du fait de sa périodicité souvent journalière, le chroniqueur doit avoir la capacité de s'approprier les sujets d’actualité du moment pour alimenter sa chronique, et ainsi se renouveler et rester attractif.
Quand il intervient dans une émission, le chroniqueur a souvent préparé ses textes à l'avance, généralement dans la journée ou la veille avant la diffusion, et se rend sur le lieu de l’émission pour les lire, le chroniqueur de télévision pouvant en outre utiliser des sujets filmés pour illustrer son propos. Les émissions de télévision et de radio étant souvent diffusées en direct ou enregistrées avec un public, il doit parfois se préparer à interagir ou à improviser, en fonction des événements et des réactions de l’assistance (public, invités).
Travaillant son image et son élocution, un chroniqueur talentueux s’appuie aussi souvent sur une personnalité bien affirmée ou un vrai talent d’écriture pour proposer des sujets originaux, qui le démarquent des autres et entretiennent son succès.
À la différence du critique, le chroniqueur détient une grande liberté. Il peut exprimer son opinion personnelle au cours de son travail, et parler à la première personne.[réf. nécessaire]

### À la radio

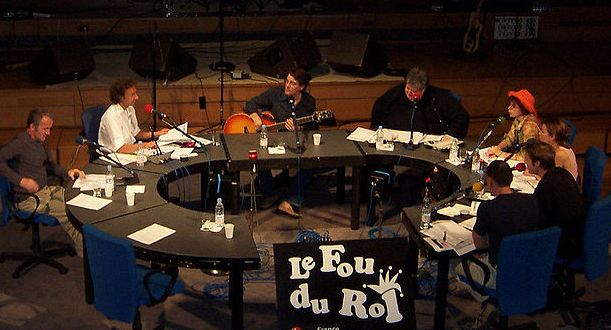
Illustration d'une émission de radio française où le présentateur (Stéphane Bern, sur la gauche en blanc) est entouré de ses chroniqueurs (notamment Guy Carlier, à droite en noir) et d'un invité (le chanteur Francis Cabrel, au centre avec sa guitare). Émission Le Fou du roi, France Inter (2003).

Le chroniqueur radio choisit la ligne éditoriale de la chronique qu’il animera. Son rôle est aussi d’imaginer de nouveaux concepts d’animation pour diversifier ses interventions.
Le but premier du chroniqueur est d’attirer un maximum d’auditeurs et de les fidéliser. Il a la responsabilité de gérer le déroulement de sa chronique de A à Z. Il est soumis aux contraintes du direct et doit donc être très réactif, avoir de la répartie avec une touche d’humour pour être capable de rebondir à chaque situation, aussi inattendue soit-elle. Il se doit aussi d'avoir une culture générale assez développée pour pouvoir s’adapter aux différents thèmes abordés.

### À la télévision
L'activité de chroniqueur est présente depuis les débuts de la télévision. Ainsi, durant les années 1970 en France, l'émission Le Petit Rapporteur présentée par Jacques Martin foisonnait de rubriques, comme celles de Pierre Desproges et Daniel Prévost.
Dans les années 1980, les émissions de société, sur la vie quotidienne ou de divertissement (notamment en France avec La Grande Famille, Nulle part ailleurs, Coucou c'est nous !, 20 h 10 pétantes, On a tout essayé, Touche pas à mon poste !, Jusqu'ici tout va bien, Midi en France, La Quotidienne), d'actualité (Télématin, Le Grand Journal, C à vous, 28 minutes, Actuality, La Nouvelle Édition), de talk-show (On n'est pas couché, Salut les Terriens !) ou d'infodivertissement (Le Petit Journal, Quotidien), recourent de plus en plus souvent à ce type d'intervenants pour apporter régulièrement du contenu ou de la variété à leur programme.
Dans les années 2010, les chroniqueurs télé sont considérés comme indispensables au petit écran. Ce métier peut néanmoins être précaire,, les contrats de travail à la saison, au forfait mensuel voire journalier, avec un statut d'intermittent, étant monnaie courante dans ce milieu.

## Cursus
Les cursus pour accéder à ce métier sont les suivants :
- soit 2 à 3 ans d'études dans une école de journalisme ;
- soit en haute école, en choisissant une option d'animateur.

Le chroniqueur devra passer de nombreux castings pour se faire repérer. Les expériences dans des radios locales ou des web-radios et une bonne culture générale sont un atout certain.